# コロンビア・ビジネス・スクール
コロンビア・ビジネス・スクール （英: Columbia Business School, CBS）は、アイビー・リーグ8校の中のコロンビア大学のビジネススクールである。1916年設立。全米トップ10のビジネススクール（MBA提供校）として知られている。M7の参加校。
コロンビアビジネススクールは、各種ランキングにおいても高い評価を受けている。スタンフォード経営大学院やハーバードビジネススクールなどと並ぶ一流校として知られ、2023年のフィナンシャル・タイムズ紙の世界MBAランキングではハーバードを抑えて第1位を獲得している。

## プログラム

### 特徴
コロンビア・ビジネススクールは、ニューヨークにあるコロンビア大学のビジネススクールであり1916年に設立されている。コロンビア大学のMBAプログラムは、世界で最も競争率の高いプログラムの一つで、2021年入学のクラスでは合格率が13.6%となっている。コロンビア大学MBAの特徴は、ニューヨーク市のマンハッタンにあることで、ウォールストリートに近く、ファイナンスの授業が充実していることである。また立地の良さを活かして大企業の幹部による講演会が頻繁に開かれている。日本関係の研究もヒュー・パトリック教授が開設した日本経済経営研究所を中心に積極的に行われている。
学位 - MBA:Master of Business Administration（日本語学位名、経営学修士）

### 教員
- ジョセフ・E・スティグリッツ：教授
- クリスチーナ・アメージャン：元助教授
- シーナ・アイエンガー：教授
- アダム・ガリンスキー：教授

## 著名な卒業生
- ユードラ・ウェルティ(1931)：作家、ピューリッツァー賞受賞
- アーサー・バーンズ(1934)：連邦準備制度理事会議長、大統領経済諮問委員会委員長
- ウォーレン・バフェット（1951）：バークシャー・ハサウェイ会長兼CEO
- アレクサンダー・ヘイグ(1955)：アメリカ合衆国国務長官、アメリカ合衆国大統領首席補佐官
- 茂木友三郎(1961)：キッコーマン取締役名誉会長
- 外村仁(1964)：野村證券代表取締役副社長
- ヘンリー・グラビス(1969)：コールバーグ・クラビス・ロバーツ共同創業者
- 布野幸利(1976)：日本銀行政策委員会審議委員、元北米トヨタ自動車社長、元米国トヨタ自動車販売社長
- 重光昭夫(1980)：韓国ロッテグループ会長、ロッテホールディングス会長
- 魚谷雅彦(1981)：株式会社資生堂代表取締役社長
- ヴィクラム・パンディット(1986)：シティグループCEO
- ゲン・フクナガ(1989)：ファニメーション社長兼CEO
- 坂野尚子(1989)：株式会社ノンストレス代表取締役社長
- 小川誠(1990)：厚生労働省職業安定局長
- 程近智(1991)：アクセンチュア株式会社代表取締役会長
- 泉水敬(1991)：株式会社マーベラス代表取締役副社長
- 岸博幸(1992)：慶應義塾大学教授、内閣官房参与、元総務大臣秘書官
- 藻谷浩介(1994)：日本総合研究所調査部主席研究員、里山資本主義の提唱者
- 利重孝夫(1994)：日本の実業家、元横浜マリノス株式会社取締役
- 小林至(1996)：江戸川大学教授。元千葉ロッテ投手。
- 杉江陸(2000)：株式会社Paidy代表取締役社長兼CEO
- 佐藤智恵（2001）：作家、日本ユニシス株式会社取締役
- 松浦清（2001）：プレミアアンチエイジング株式会社、創業者・代表取締役社長CEO
- 山田美樹(2002)：自由民主党東京1区衆議院議員
- クリストファー・オニール(2005)：スウェーデン王女マデレーン夫
- ケイコ・フジモリ(2006)：人民勢力党代表、ペルー共和国議会議員
- ティモシー・コプラ(2013)：アメリカ航空宇宙局宇宙飛行士
- アメデオ・ド・ベルジック(2014)：ベルギー王子、オーストリア＝エステ大公
- 木下康太郎(2025)：元フジテレビアナウンサー

## 日本経済経営研究所

### 歴史
日本経済経営研究所（CJEB、Center on Japanese Economy and Business）は、コロンビア大学ビジネススクールの付属機関で、1986年にヒュー・パトリック教授によって設立された。 

### 過去に在籍したことがある者
- 竹中平蔵：慶応義塾大学教授、元総務大臣。
- 林文夫：一橋大学教授。
- 木下康司：元財務事務次官、日本政策投資銀行代表取締役副社長。